# Olympische Sommerspiele 1992/Bogenschießen
Bei den XXV. Olympischen Spielen 1992 in Barcelona wurden vier Wettbewerbe im Bogenschießen ausgetragen. Austragungsort war das Camp Olímpic de Tir amb Arc.

## Bilanz

### Medaillenspiegel
| Platz  | Land           | Gold | Silber | Bronze | Gesamt |
| ------ | -------------- | ---- | ------ | ------ | ------ |
| 1      | Südkorea       | 2    | 2      | –      | 4      |
| 2      | Frankreich     | 1    | –      | –      | 1      |
| 2      | Spanien        | 1    | –      | –      | 1      |
| 4      | Finnland       | –    | 1      | –      | 1      |
| 4      | China          | –    | 1      | –      | 1      |
| 6      | Großbritannien | –    | –      | 2      | 2      |
| 6      | Vereintes Team | –    | –      | 2      | 2      |
| Gesamt | Gesamt         | 4    | 4      | 4      | 12     |

### Medaillengewinner
| Disziplin         | Gold                                                 | Silber                                            | Bronze                                                                     |
| ----------------- | ---------------------------------------------------- | ------------------------------------------------- | -------------------------------------------------------------------------- |
| Einzel Männer     | Sébastien Flute (FRA)                                | Chung Jae-hun (KOR)                               | Simon Terry (GBR)                                                          |
| Mannschaft Männer | SpanienAntonio Vázquez Alfonso Menéndez Juan Holgado | FinnlandJari Lipponen Tomi Poikolainen Ismo Falck | GroßbritannienSimon Terry Steven Hallard Richard Priestman                 |
| Einzel Frauen     | Cho Youn-jeong (KOR)                                 | Kim Soo-nyung (KOR)                               | Natalia Valeeva (EUN)                                                      |
| Mannschaft Frauen | SüdkoreaCho Youn-jeong Kim Soo-nyung Lee Eun-kyung   | ChinaMa Xiangjun Wang Hong Wang Xiaozhu           | Vereintes TeamNatalia Valeeva Chatuna Kwriwischwili Ljudmyla Arschannikowa |

## Ergebnisse

### Männer

#### Einzel
Finale am 3. August
| Platz | Land | Athlet           |
| ----- | ---- | ---------------- |
| 1     | FRA  | Sébastien Flute  |
| 2     | KOR  | Chung Jae-hun    |
| 3     | GBR  | Simon Terry      |
| 4     | NOR  | Martinus Grov    |
| 5     | USA  | Jay Barrs        |
| 6     | INA  | Hendra Setijawan |
| 7     | EUN  | Wadim Schikarew  |
| 8     | FIN  | Jari Lipponen    |

#### Mannschaft
Finale am 4. August
| Platz | Land | Athleten                                                |
| ----- | ---- | ------------------------------------------------------- |
| 1     | ESP  | Antonio Vázquez Alfonso Menéndez Juan Holgado           |
| 2     | FIN  | Jari Lipponen Tomi Poikolainen Ismo Falck               |
| 3     | GBR  | Simon Terry Steven Hallard Richard Priestman            |
| 4     | FRA  | Sébastien Flute Bruno Felipe Michael Taupin             |
| 5     | KOR  | Chung Jae-hun Han Seung-hoon Lim Hee-sik                |
| 6     | USA  | Jay Barrs Richard Johnson Richard McKinney              |
| 7     | AUS  | Grant Greenham Simon Fairweather Scott Hunter-Russell   |
| 8     | EUN  | Wadim Schikarew Stanyslaw Sabrodskyj Wladimir Jeschejew |

### Frauen

#### Einzel
Finale am 2. August
| Platz | Land | Athletin              |
| ----- | ---- | --------------------- |
| 1     | KOR  | Cho Youn-jeong        |
| 2     | KOR  | Kim Soo-nyung         |
| 3     | EUN  | Natalia Valeeva       |
| 4     | CHN  | Wang Xiaozhu          |
| 5     | USA  | Denise Parker         |
| 6     | EUN  | Chatuna Kwriwischwili |
| 7     | TPE  | Lai Fang-mei          |
| 8     | GBR  | Alison Williamson     |

#### Mannschaft
Finale am 4. August
| Platz | Land | Athletinnen                                                  |
| ----- | ---- | ------------------------------------------------------------ |
| 1     | KOR  | Cho Youn-jeong Kim Soo-nyung Lee Eun-kyung                   |
| 2     | CHN  | Ma Xiangjun Wang Hong Wang Xiaozhu                           |
| 3     | EUN  | Natalia Valeeva Chatuna Kwriwischwili Ljudmyla Arschannikowa |
| 4     | FRA  | Séverine Bonal Nathalie Hibon Christine Gabillard            |
| 5     | SWE  | Jenny Sjöwall Lise-Lotte Djerf Kristina Persson              |
| 6     | TUR  | Natalia Nasaridse Zehra Öktem Elif Ekşi                      |
| 7     | PRK  | Kim Jong-hwa Li Myong-gum Sin Song-hui                       |
| 8     | USA  | Denise Parker Jennifer O’Donnell Sherry Block                |